# Schiffssetzungen bei Gnisvärd

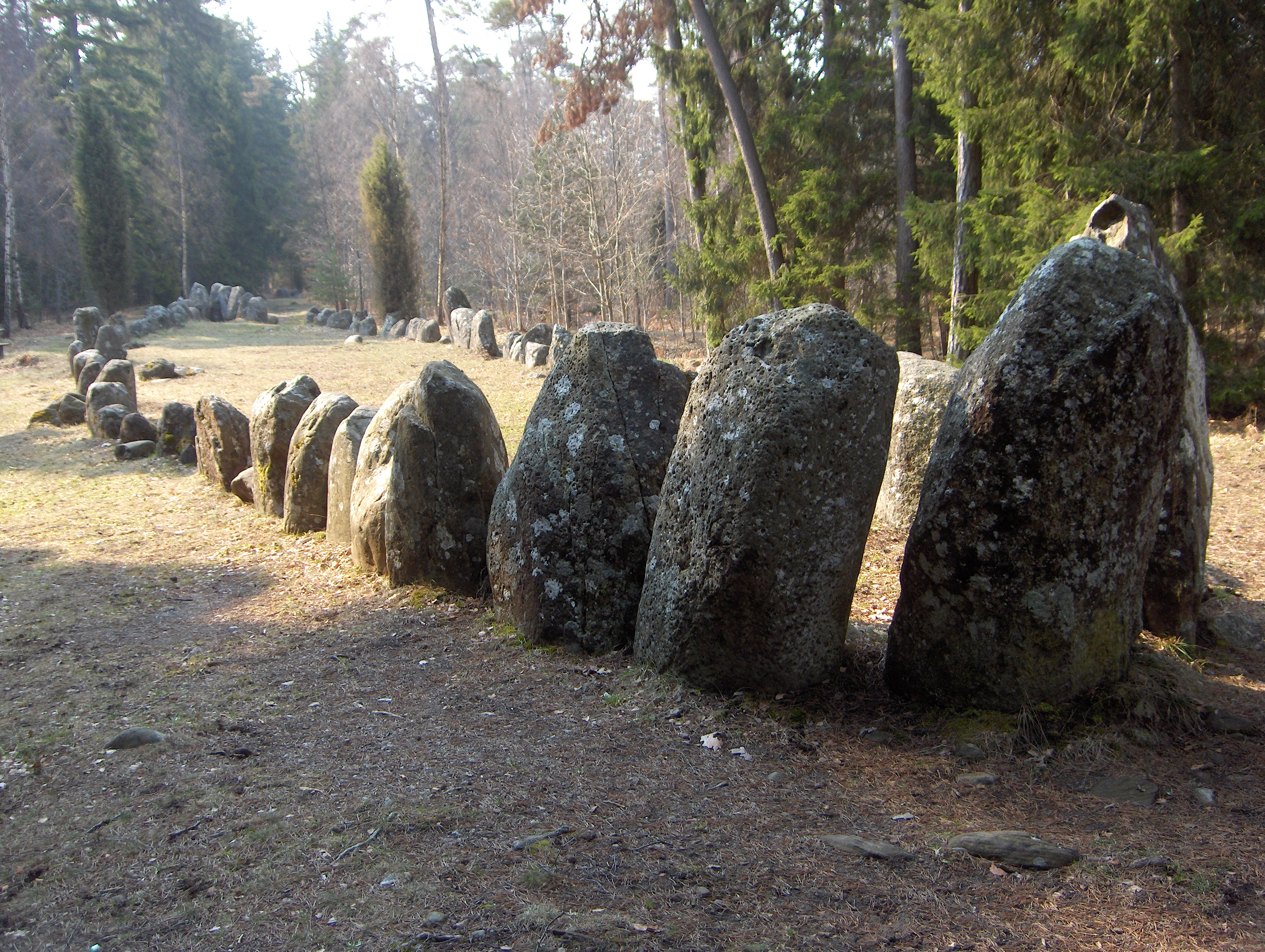
Schiffssetzung bei Gnisvärd

Die Schiffssetzungen bei Gnisvärd (schwedisch Skeppsättningar, auch Ansarve hage – Tofta 14:1 und Tofta 15:1) liegen im Kirchspiel Tofta auf der schwedischen Insel Gotland zwischen der Kirche von Tofta und dem Fischerhafen Gnisvärd an der Westküste der Insel. Sie stammen aus der späten Bronzezeit. Die Schiffssetzungen gehören zu den am besten erhaltenen auf Gotland.

## Beschreibung
Gnisvärd 1 ist mit einer Länge von 47 Metern und einer Breite von 7 Metern die größte Schiffssetzung auf Gotland. Sie besteht aus etwa 100 dicht aneinander gereihten, aufgerichteten Steinen. Steven und Heck sind mit etwa 1,3 Metern höher als der Rest des Schiffes. Die Schiffssetzung ist von zwei kleineren runden Steinsetzungen umgeben. In der Nähe liegt der Dolmen Toftadösen.
Etwa 100 Meter weiter südlich liegt Gnisvärd 2, eine weitere große Schiffssetzung, die 36 Meter lang und 4 Meter breit ist. Ihre Steine sind, abgesehen von der Bug- und Heckseite, jedoch wesentlich kleiner und ragen kaum 30 cm aus dem Boden. Auch diese Schiffssetzung ist von zwei kleineren runden Steinsetzungen und einer Röse mit einem Durchmesser von 16 Metern sowie weiteren kleineren und weniger gut erhaltenen Schiffssetzungen umgeben.
Ungefähr 200 Meter östlich davon liegt ein Gräberfeld, das aus einer Grabröse und acht runden Steinsetzungen besteht.
Ein anderes großes Grabmonument in Gnisvärd ist eine weitere Röse, die zwischen den Schiffssetzungen und dem Fischerdorf Gnisvärd liegt. Sie hat einen Durchmesser von 23 Metern und eine Höhe von 2,7 Metern.

## Bilder

Schiffssetzungen von Gnisvärd
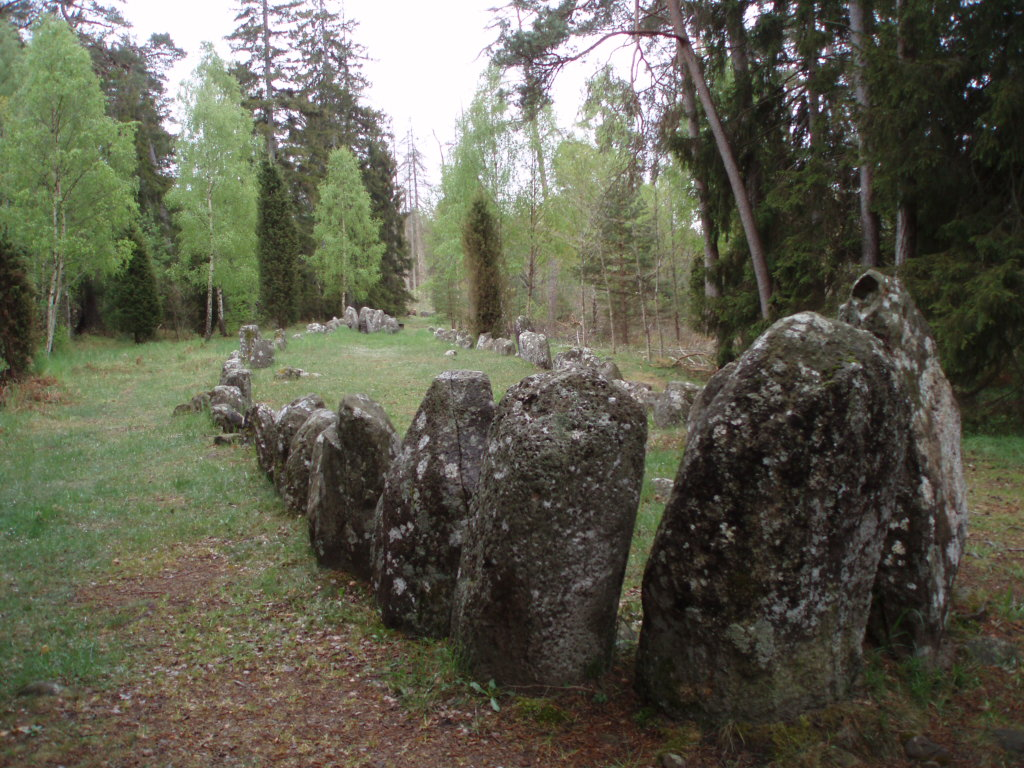
Eine der Schiffssetzungen
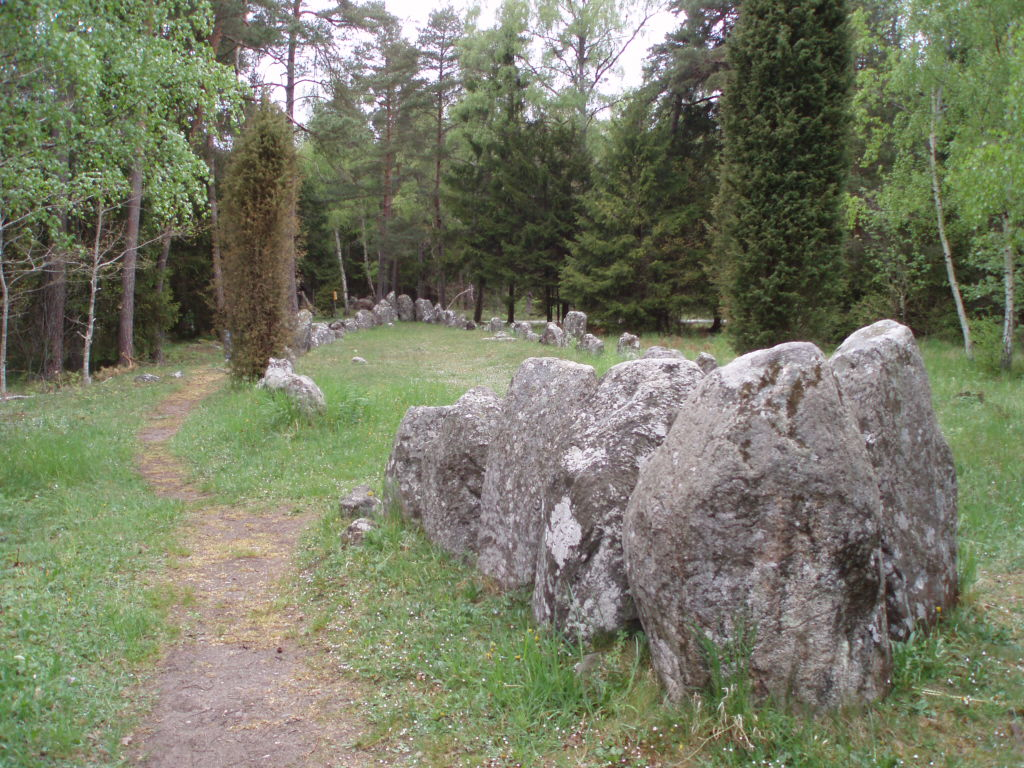
Blick zum Weg über eine Schiffssetzung

## Ansarve
Der Ansarvedolmen (RAÄ-Nr. Tofta 14:3) liegt nördlich der Schiffssetzungen. Er ist der einzige belegte Dolmen auf Gotland und wurde als Bestattungsort vom Neolithikum bis zur Bronzezeit genutzt.